# Kulminacja w grzbiecie
Kulminacja w grzbiecie – rozdroże szlaków w Bieszczadach Zachodnich; pomiędzy Przełęczą Żebrak, a Chryszczatą. Według przewodników turystycznych zlokalizowana jest na wysokości 906 m n.p.m.